# Simeon Bellison
Simeon Bellison   (Moscou, 4 de desembre de 1883 - Nova York, 4 de maig de 1953) va ser un clarinetista i compositor estatunidenc d'origen rus.
Es va convertir en un estatunidenc naturalitzat després d'instal·lar-se als Estats Units el 1921. Bellison va establir un cor de clarinet primerenc (incloses dones) als Estats Units; de vuit membres inicials, la mida del grup va créixer el 1948 fins a 75 membres. Bellison va ser després el primer clarinetista de la Filharmònica de Nova York. L'arxiu en línia de la Filharmònica conté articles relacionats amb el lideratge de Bellison del seu grup de clarinets patrocinat per la Filharmònica, inclosos diversos clarinets propietat de la Filharmònica per al seu ús, pòlisses d'assegurança i venda de molts d'aquests el 1943. Entre els seus alumnes per al clarinet va tenir a Leon Russianoff i David Weber.